# Буготак (село)
Буготак (рос. Буготак) — село у Тогучинському районі Новосибірської області Російської Федерації.
Входить до складу муніципального утворення Буготацька сільрада. Населення становить 799 осіб (2010).

## Історія
Згідно із законом від 2 червня 2004 року органом місцевого самоврядування є Буготацька сільрада.

## Населення
| 2002 | 2007 | 2010 |
| ---- | ---- | ---- |
| 890  | ↗904 | ↘799 |